# Psychostrophia
Psychostrophia är ett släkte av fjärilar. Psychostrophia ingår i familjen Epicopeiidae.
Kladogram enligt Catalogue of Life:
| Psychostrophia | \| \| Psychostrophia albomaculata \| \| \| \| \| \| Psychostrophia catenifera \| \| \| \| \| \| Psychostrophia hemimelaena \| \| \| \| \| \| Psychostrophia melanargia \| \| \| \| \| \| Psychostrophia nymphidiaria \| \| \| \| \| \| Psychostrophia picaria \| \| \| \| |
|                | \| \| Psychostrophia albomaculata \| \| \| \| \| \| Psychostrophia catenifera \| \| \| \| \| \| Psychostrophia hemimelaena \| \| \| \| \| \| Psychostrophia melanargia \| \| \| \| \| \| Psychostrophia nymphidiaria \| \| \| \| \| \| Psychostrophia picaria \| \| \| \| |
|                | Amana |
|                | |
|                | Chatamla |
|                | |
|                | Epicopeia |
|                | |
|                | Nossa |
|                | |
|                | Parabraxas |
|                | |
|                | Schistomitra |
|                | |
|                | Psychostrophia albomaculata |
|                | |
|                | Psychostrophia catenifera |
|                | |
|                | Psychostrophia hemimelaena |
|                | |
|                | Psychostrophia melanargia |
|                | |
|                | Psychostrophia nymphidiaria |
|                | |
|                | Psychostrophia picaria |
|                | |

|  | Psychostrophia albomaculata |
|  |                             |
|  | Psychostrophia catenifera   |
|  |                             |
|  | Psychostrophia hemimelaena  |
|  |                             |
|  | Psychostrophia melanargia   |
|  |                             |
|  | Psychostrophia nymphidiaria |
|  |                             |
|  | Psychostrophia picaria      |
|  |                             |

## Bildgalleri

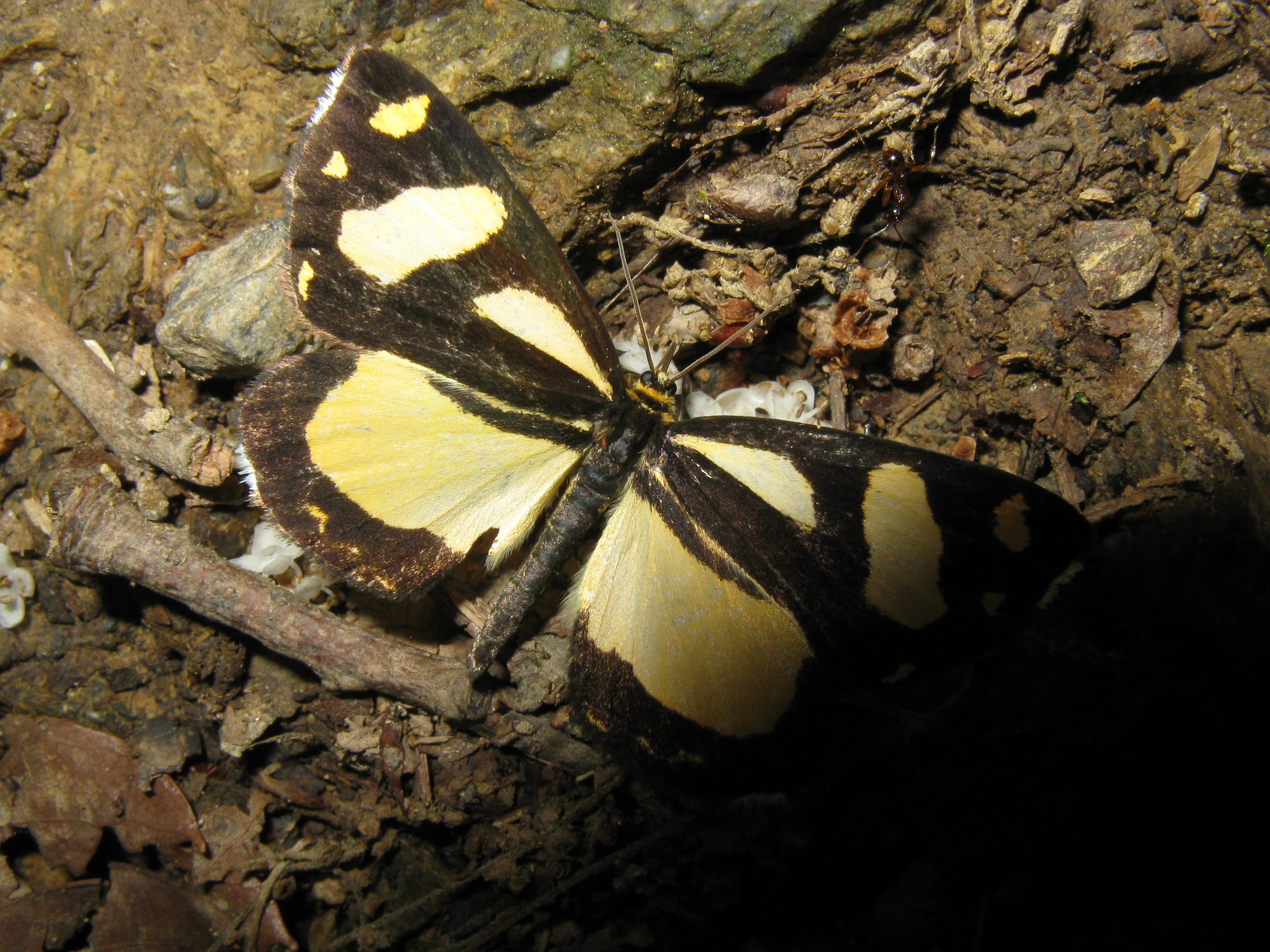